# ひと夏のファンタジア
『ひと夏のファンタジア』（ひとなつのふぁんたじあ）は、2014年の日韓合作映画。韓国インディーズ映画界で活躍するチャン・ゴンジェ監督、河瀨直美プロデュース作品。作品の舞台として奈良県中西部五條市の五條新町地区などで撮影が行われた。

## ストーリー
<第一章>映画監督のテフン(イム・ヒョングク)は奈良県五條市を訪れ、通訳のミジョン(キム・セビョク)と役所職員のタケダ(岩瀬亮)と共に地元の喫茶店、廃校、山奥の老人の家を取材する。

<第二章>奈良県五條市にやってきたヘジョン(キム・セビョク)は駅前の観光案内所で柿農家のユウスケ(岩瀬亮)と知り合う。地元の町並みを案内するうちに二人の距離は次第に縮まっていくが…。

## キャスト
- ミジョン、ヘジョン：キム・セビョク
- タケダ、ユウスケ：岩瀬亮
- キム・テフン：イム・ヒョングク
- ケンジ：康すおん

## 受賞
- 第19回釜山国際映画祭：監督組合賞